# Осада Збаража
Битва под Збаражем или Осада Збаража — сражение запорожского войска под начальством гетмана Богдана Хмельницкого и его союзников крымских татар во главе с ханом Ислам-Гиреем III с окружённым под Збаражем польским войском в период с 30 июня по 12 августа 1649 года.

## Предыстория
После поражений от запорожских казаков на Брацлавщине и Волыни польско-шляхетские отряды под командованием Иеремии Вишневецкого, насчитывавшие до 15 тысяч человек, отступили под защиту укреплений Збаража. Вокруг лагеря, который тыльной стороной упирался в стены города и замка, польские солдаты, а также венгерские и немецкие наёмники насыпали оборонные валы.

## Ход осады
В первый день боёв был окружён польский обоз и взято в плен около тысячи человек «челяди». 1 июля казацкая артиллерия подвергла лагерь осаждённых разрушительному обстрелу, на который поляки отвечали залпами своей артиллерии. 3 и 4 июля были предприняты приступы польского лагеря. 10-14 июля шёл безостановочный пушечный и мушкетный обстрел. 20 июля польское войско было вынуждено оставить третий, последний рубеж обороны перед замком. На следующий день казаки почти сумели ворваться в лагерь. 27 и 29 июля произошли новые генеральные штурмы казацких и татарских войск, но польские солдаты смогли отразить нападающих, и казакам с крымцами пришлось отступить из-за серьёзных потерь (около двух с половиной тысяч человек).
В польском лагере начался голод, а шансов прорвать оцепление у поляков не осталось. Осаждённых спасло приближение польского войска во главе с королём Яном II Казимиром. Хмельницкий с пятидесятитысячным войском и крымскими татарами двинулся навстречу тридцатитысячной коронной армии и разбил её у Зборова.

## Последствия
В начале августа, оставив у Збаража несколько полков под командованием наказного гетмана И. Чарноты, Богдан Хмельницкий во главе 50-тысячного войска вместе с Исламом III Гиреем двинулся навстречу королевской армии, которую удалось разбить. После подписания Зборовского договора осада польского лагеря была снята в ночь на 13 августа. Неудавшийся захват польского лагеря отрицательно сказался на развитии последующих событий для казаков.

## В культуре
Осада Збаража описана в романе «Огнём и мечом», первом романе исторической трилогии польского писателя Генрика Сенкевича. В 1999 польский режиссёр Ежи Гофман снял по мотивам этой книги одноимённый фильм.